# Kinnara sordida
Kinnara sordida är en insektsart som beskrevs av Frederick Arthur Godfrey Muir 1913. Kinnara sordida ingår i släktet Kinnara och familjen Kinnaridae. Inga underarter finns listade i Catalogue of Life.